# جيستوري
جيستوري، (بالإنجليزية: Gesturi)‏، (سردينيا: Gèsturi) هي بلدية، في مقاطعة جنوب سردينيا، في منطقة سردينيا الإيطالية، وتقع على بعد حوالي 60 كم (37 ميل) شمال كالياري، وحوالي 20 كم (12 ميل) شمال شرق سانلوري، في مارميلا المنطقة التقليدية.

## السكان
في سنة 1861 بلغ عدد السكان 1٬660 نسمة، وتطور العدد ليصل في سنة 2011 لـ 1٬280 نسمة.
يظهر هذا المخطط البياني تطور النمو السكاني لـ جيستوري